# Karlstads fögderi
Karlstads fögderi avsåg den lokala skattemyndighetens verksamhetsområde i nuvarande Karlstads, Grums, Kils och Forshaga kommuner mellan åren 1946 och 1991. Efter detta år omorganiserades skatteväsendet och fögderierna ersattes av en skattemyndighet för varje län - i detta fall den för Värmlands län. År 2004 gick verksamheten upp i det nybildade Skatteverket.
Karlstads fögderi föregicks av flera mindre fögderier, vilka sedermera även delvis hamnade under Arvika, Sunne, Säffle, Filipstads, Hagfors och Kristinehamns fögderier.
- Mellansysslets fögderi	(1682-1946)
- Östersysslets fögderi (1682-1946)
- Södersysslets fögderi (1952-1966)
  - Mellansysslets fögderi (1716-1951)
- Älvdals fögderi (1918-1946)
  - Östersysslets fögderi (1728-1917)